# بوکسور در حال استراحت
بوکسور در حال استراحت (به انگلیسی: Boxer at Rest)، که همچنین با نام‌های دیگری همچون بوکسور تِرمه، بوکسور نشسته، بوکسور شکست خورده یا بوکسور کویرینال نیز نامیده شده است، یک مجسمه برنزی و اصیل از دوران یونان عصر هلنیستی است. این پیکره یک ورزشکار بوکسور را برهنه و نشسته در حال استراحت نشان می‌دهد که هنوز دستکش‌های چرمی هیمانت (یونانی باستان: ἱμάντες himántes) خود را به تن دارد. تاریخ‌های مختلفی در بازه زمانی حدود ۳۳۰ تا ۵۰ قبل از میلاد برای زمان ساخت این اثر پیشنهاد داده شده است. در سال ۱۸۸۵ میلادی، طی یک حفاری در رم کشف شد و اکنون در مجموعه موزه ملی رم قرار دارد و معمولاً در محل پلازو ماسیمو آله ترمه به نمایش گذاشته می‌شود.
بوکسور در حال استراحت یکی از بهترین نمونه‌های مجسمه‌های برنزی است که از دنیای باستان، به صورت کامل باقی مانده‌اند. بقایای آن دوره نادر هستند؛ زیرا آنها به راحتی ذوب می‌شدند و به اشیاء جدید تبدیل می‌شدند. این اثر از دوره‌ای از هنر یونان می‌آید که در آن هنرمند به دور از تصویرهای ایده‌آل گرایانه و اساطیری از بدن و جوانی، به کاوش در مضامین عاطفی و روان‌شناختی و نزدیک‌تر به رئالیسم پرداخته است. این ویژگی‌ها نمونه‌ای از هنر هلنیستی هستند و نمونهٔ این سبک به‌طور کامل در این مجسمه نشان داده شده است، و آن را به نشانه‌ای از سبک هلنیستی بدل می‌کند.

## اکتشاف
بوکسور یکی از دو قطعهٔ برنزی نامرتبط بود (دیگری شاهزاده هلنیستی ناشناس است)، که در دامنهٔ تپهٔ کویرینال در فاصله یک‌ماهه از یکدیگر در سال ۱۸۸۵ میلادی کشف شدند و احتمالاً از بقایای حمام کنستانتین در آن حوالی بوده‌اند. به نظر می‌رسد که هر دو اثر در دوران باستان به دقت دفن شده بودند. رودولفو لانچیانی باستان‌شناس که در کشف این مجسمه حضور داشت، نوشت:
من در طول فعالیت طولانیم در زمینه باستان‌شناسی شاهد اکتشافات بسیاری بوده‌ام. من شگفتی پشت سر هم را تجربه کرده‌ام. من گاهی اوقات و به‌طور غیرمنتظره با شاهکارهای واقعی روبرو شده‌ام. اما من هرگز چنین تأثیر خارق‌العاده‌ای را دیگر احساس نکرده‌ام؛ زمانی که می‌دیدم این نمونه باشکوه از یک ورزشکار نیمه وحشی، به آرامی از زمین بیرون می‌آید، گویی از آرامشی طولانی پس از مبارزات شجاعانه‌اش برمی‌خیزد.

## جزئیات

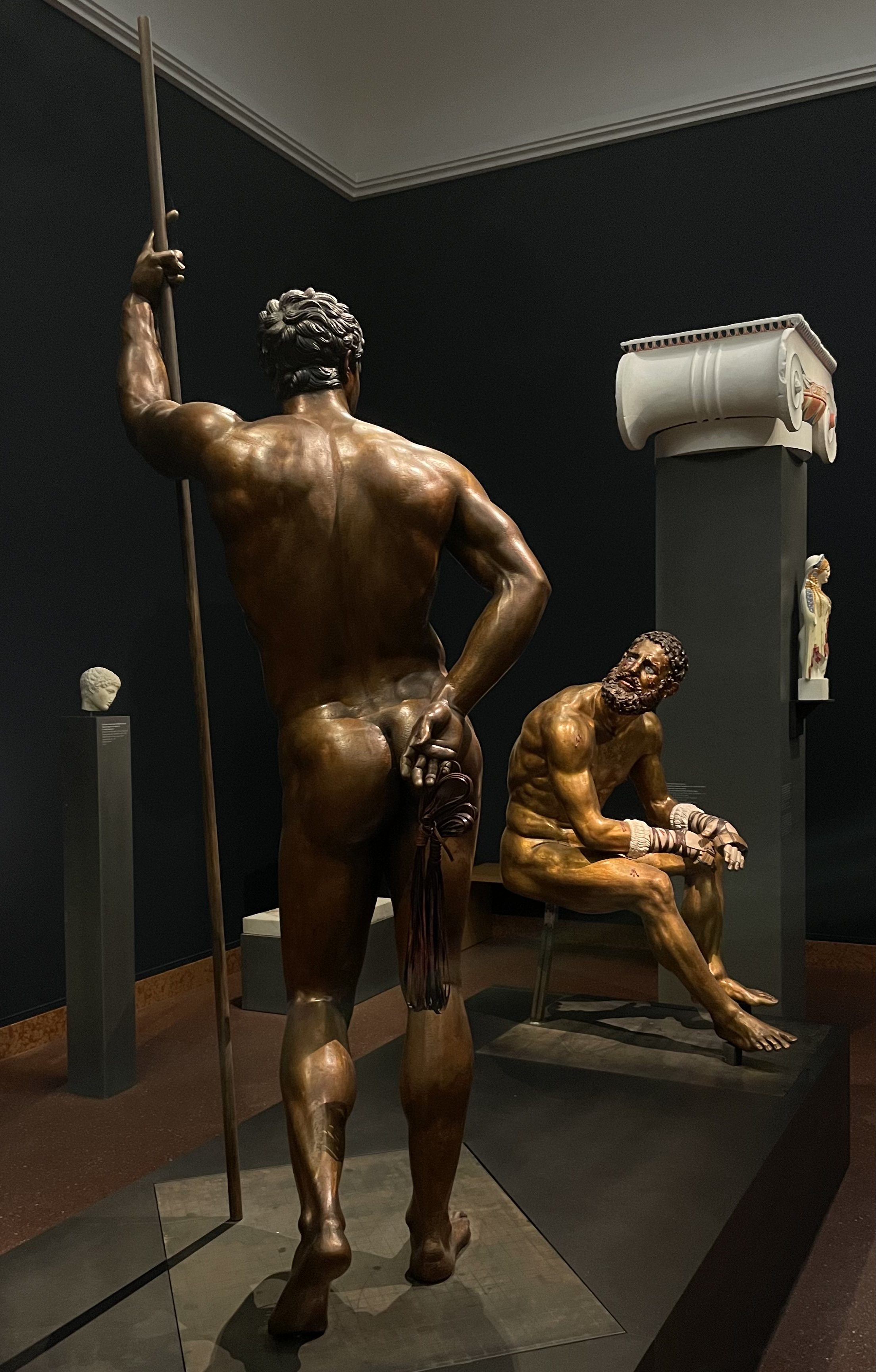
بازسازی تجربی رنگ مجسمه‌های برنزی از پروژه تحقیقاتی کویرینال، لیبیگهاوس پلی کرومی (برینکمن و کوخ برینکمن)

این مجسمه یک شاهکار حرفه‌ای مربوط به ورزش هلنیستی است، با نیم تنه ای بیش از حد عضلانی، سنگین و صورت زخمی و کبود، آلت تناسلی که توسط کینودسمه بسته شده است، گوش‌های گل کلمی، بینی شکسته، انگشت پای مورتون و دهانی که نشان از شکستگی دندان دارد. بوکسور همچنین ریشو به تصویر کشیده شده که می‌توانست یک ویژگی معمولی برای بوکسورهای باستانی باشد. اسمیت، مورخ معاصر، معتقد است که مجسمه یک پرتره واقعی را نشان نمی‌دهد: «این ژانر واقع‌گرایی است، فردیت به نفع یک شخصیت عمومی «بوکسور» حذف شده.» یک پروژه بازسازی که توسط گروه تحقیقاتی فرانکفورت لیبیجائوس و به سرپرستی وینزنز برینکمن اجرا شد، بنا بر تفسیر اتو روسباخ (1898) و فیلیس ال. ویلیامز (۱۹۴۵)، مجسمه را به عنوان آمیکوس، پادشاه ببریسز، معرفی می‌کند.
در سال ۱۹۸۹، هر دو قطعهٔ برنز توسط نیکولاس هیملمان به دقت ترمیم شدند تا برای نمایشگاه او در موزه‌ای در شهر بن آماده شوند. این مجسمه از هشت بخش به هم لحیم شده پیوند یافته که به‌طور جداگانه در فرایند لاست واکس ریخته‌گری شده‌اند. پیوندها پوشانیده شده‌اند و عملاً نامرئی هستند. لب‌ها و زخم‌ها و خراشیدگی صورت در ابتدا با مس منبت کاری شده بود و منبت‌های مسی بیشتر روی شانه راست، ساعد، دستکش و ران نمایانگر قطرات و چکه‌های خون بودند. انگشتان دست و پا به دلیل مالش توسط رهگذران در زمان‌های قدیم، فرسودگی یافتند، و این نشان می‌دهد که بوکسور برای حفظ ارزش طلسمانه‌اش با دقت دفن شده است تا از تهاجم اقوام گوت‌ها مصون بمانند. حمامی که پیکره از حوالی آن کشف شد، از حمام‌هایی است که عمدتاً تا قرن ششم و هفتم میلادی بدون استفاده باقی ماندند.
این مجسمه برای اولین بار در ایالات متحده از ژوئن تا ژوئیه ۲۰۱۳ در موزه هنر متروپولیتن در شهر نیویورک به عنوان بخشی از «سال فرهنگ ایتالیایی در ایالات متحده» به نمایش درآمد.
- مقابل
- سر
- گوش گل کلمی
- انگشت مورتون
- دستکش